# Lee Marshall

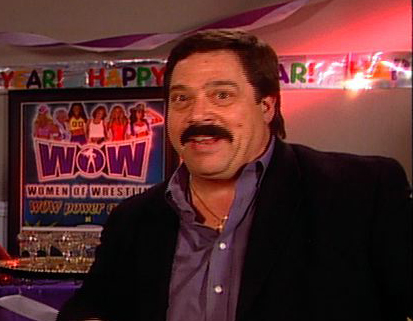
Lee Marshall, especial de Año Nuevo 2001.

Lee Marshall (1946 - 26 de abril de 2014) fue un locutor de lucha libre profesional anunciador de la American Wrestling Association (AWA), World Championship Wrestling (WCW) y Women of Wrestling (WOW!).

## Carrera

### American Wrestling Association
Marshall se unió al equipo de transmisión cuando el espectáculo de la AWA Championship Wrestling era a través de ESPN. Un gran contrato fue hecho por Rod Trongard sobre Marshall traído desde Los Ángeles. Durante su paso por la AWA anunció encuentros junto a figuras como Eric Bischoff, Verne Gagne, Greg Gagne y Ray Stevens.

### Carrera en comerciales
Su voz de bajo es notable dentro de los círculos de anuncios, ocupando el cargo de estreno en ese campo, la voz de Tony the Tiger (sucedido de Thurl Ravenscroft), cargo para el que Marshall fue contratado hasta 2014.

## Muerte
Marshall murió el 26 de abril de 2014 por causas no reveladas.

## Campeonatos y logros
- Wrestling Observer Newsletter awards
  - Worst Television Announcer (1998)